# Fruges
Fruges je francouzská obec, která se nachází v departementu Pas-de-Calais, v regionu Hauts-de-France.

## Poloha
Obec má rozlohu 18.9 km2. Nejvyšší bod je položen 171 m n. m.

## Obyvatelstvo
V roce 2013 zde žilo 2398 obyvatel.
Následující graf zobrazuje vývoj počtu obyvatel v obci.